# CAKI-1
CAKI-1 (亦稱ATCC HTB-46) 是人類腎透明細胞癌皮膚轉移細胞系，最初是分離自一名49歲的白人男性腎癌患者。

## 特徴
Caki-1細胞中高表達的基因345個，而低表達的基因則有217個。CAKI-1細胞的染色體倍性在三倍體範圍內，並且不存在Y染色體，因為Y染色體的缺失在雄性腫瘤細胞系中並不罕見。除染色體N9和N19以外，所有的染色體都擁有2或3個拷貝。Caki-1細胞有許多微絨毛、發育充分的高爾基體與內質網、細小的線粒體及少許微絲，目前並沒有在細胞內發現任何病毒顆粒。

## 科研用途
有學者提議將其作為近端腎小管上皮組織的模型，因為細胞在培養過程中，可以形成具有功能性及高度分化的腎組織形態、生理及生化特徵的極化層 (polarized layer) 。有研究指出Caki-1是轉移性腎亮細胞癌的常用模型，當其攜帶着野生型vhl抑癌基因時，它就能在无胸腺裸鼠中產生清晰可見的腫瘤。這些細胞高表達血管內皮生長因子（特別是在氧氣濃度低的情況）的特徵就是腎亮細胞癌的標誌。

## 外部連結
- Cellosaurus entry for CAKI-1（页面存档备份，存于）